# Fisica computazionale
La fisica computazionale è lo studio e l'implementazione di metodi di analisi numerica per risolvere problemi propri della fisica per i quali esiste già una teoria quantitativa. Storicamente, è stata la prima applicazione dei computer alla scienza, ed ora è una sottobranca della scienza computazionale. Spesso si considera come una sotto-disciplina della fisica teorica, ma alcuni la considerano una via di mezzo tra la fisica teorica stessa e quella sperimentale.
In fisica, si utilizzano spesso delle precise teorie matematiche per descrivere il comportamento dei sistemi in esame. Tuttavia capita spesso che il modello matematico per un determinato sistema sia troppo complicato da risolvere per ottenere una previsione utile. Questo avviene quando non ci sono soluzioni analitiche complete o sono troppo complicate, come nella meccanica quantistica. In questi casi, sono necessarie approssimazioni numeriche, per ottenere le quali si utilizzano metodi computazionali che per la maggior parte si basano su algoritmi.

## Applicazioni di fisica computazionale
I modelli computazionali sono usati principalmente nella fisica dello stato solido, meccanica dei fluidi, e teoria di gauge oltre ad altre aree. La fisica computazionale dello stato solido, per esempio, usa la teoria delle funzioni di densità per calcolare le proprietà dei solidi, un metodo simile a quello utilizzato in chimica per studiare le proprietà delle molecole. Nella fisica dello stato solido, la struttura elettronica, le proprietà magnetiche e le densità di carica possono essere calcolate in molti modi, compreso il metodo Luttinger-Kohn.
Molti altri problemi numerici generali rientrano nel campo della fisica computazionale anche se potrebbero facilmente essere considerati problemi di matematica pura. Questi includono:
- Risoluzione di equazioni differenziali
- Valutazioni sugli integrali
- Metodi stocastici, specialmente il metodo Monte Carlo
- Metodi particolari sulle equazioni differenziali alle derivate parziali, per esempio il metodo delle differenze finite e il metodo degli elementi finiti
- Problemi riguardanti matrici di grandi dimensioni
- Metodo pseudo-spettrale
- Schemi compatti di ordine elevato
- Elementi di frontiera
- Particolazione nei problemi multicorpi

Tutti questi metodi (e molti altri) sono utilizzati per calcolare le proprietà fisiche dei sistemi. La fisica computazionale comprende inoltre la messa a punto delle strutture software/hardware per risolvere problemi particolari (che richiedono potenze di calcolo e memoria molto elevate).